# Charles Rosen
Charles Rosen (7 de dezembro de 1917 – 8 de dezembro de 2002) foi um engenheiro eletricista canadense, pioneiro da inteligência artificial (IA) e fundador do Artificial Intelligence Center do SRI International. Liderou o projeto que levou ao desenvolvimento do Robô Shakey, que agora reside em uma caixa de vidro no Museu da História do Computador em Mountain View, Califórnia.

## Vida e formação
Cresceu em Montreal e estudou na Cooper Union, obtendo o grau de bacharel em engenharia elétrica em 1940; retornou para Montreal para estudar na Universidade McGill, onde obteve um mestrado em engenharia (comunicações) em 1950.

## Carreira
Enquanto trabalhava no General Electric Research Laboratory em 1953, Rosen foi co-autor de um dos primeiros livros didáticos sobre circuitos transistorizados. Em 1956 obteve um Ph.D. em engenharia elétrica pela Universidade de Syracuse (com especialização em física do estado sólido).
Em 1957 Rosen ingressou no Stanford Research Institute (SRI), onde realizou grande parte de seu trabalho sobre inteligência artificial.
Em 1959 Rosen co-fundou a Ridge Vineyards com os colegas do SRI Hewitt Crane e David Bennion.
Em 1978 Rosen co-fundou a Machine Intelligence Corporation (MIC) com colegas do SRI e de outros países.. Atuou como seu primeiro CEO. A MIC desenvolveu o primeiro sistema de visão de máquina industrial disponível comercialmente, o VS-100, em sua garagem. Mais tarde a MIC formou a Symantec Corporation em 1982.